# Galliano Rossini
Galliano Rossini, född 17 maj 1927 i Torrette, död 13 november 1987 i Torrette, var en italiensk sportskytt.
Rossini blev olympisk guldmedaljör i trap vid sommarspelen 1956 i Melbourne.